# Geobiont
Geobiont (gr. gé ‘ziemia’, bióo ‘żyję’) – organizm stale lub prawie stale żyjący w glebie. Geobionty wykazują liczne przystosowania do życia w środowisku glebowym (np. narządy ruchu ułatwiające grzebanie, zanik narządu wzroku), zwykle unikają światła słonecznego oraz wysokich temperatur. Organizmy te stanowią znaczny udział w masie gleby, napowietrzają ją, mieszają, a także biorą udział w rozkładzie szczątków organicznych, przez co przyczyniają się do obiegu pierwiastków.
Do geobiontów należą m.in.: liczne bakterie, glony, pierwotniaki, niektóre nicienie, wrotki, skąposzczety (dżdżownicowate i wazonkowcowate), niesporczaki, stonogi oraz wiele owadów.